# Toxicité due à l'ivraie raide
Pour les articles homonymes, voir Ivraie (homonymie).
La toxicité due à l'ivraie raide (aussi connue sous le sigle ARGT, acronyme de Annual ryegrass toxicity) est une maladie  provoquée par l'intoxication du bétail après ingestion de plants d'ivraie raide infectés par des bactéries. Ces plantes infectées contiennent des toxines (corynétoxines) produites par une protéobactérie, Rathayibacter toxicus (anciennement Clavibacter toxicus), qui est transmise à la plante par une espèce de nématodes, Anguina funesta.

## Histoire
L'ARGT a été signalée pour la première fois dans les environs de Black Springs (Australie-Méridionale), dans les années 1950, puis près de Gnowangerup (Australie-Occidentale, dans les années 1960.
La maladie s'est propagée rapidement et une superficie d'approximativement 40000 à 60 000 kilomètres carrés de terres agricoles en Australie occidentale, et des surfaces équivalentes en  Australie-Méridionale, sont maintenant infestées par les organismes pathogènes responsables de l'ARGT. La plupart des pertes de bétail induites par l'ARGT surviennent d'octobre à janvier, mais des pertes ont été enregistrées jusqu'en avril.

## Symptômes
L'ARGT est une affection neurologique qui attaque le cerveau. Des moutons peuvent, au premier abord, paraître tout à fait normaux, mais si on les conduit sur une centaine de mètres, un léger stress va se manifester, les animaux légèrement touchés restant à la traîne du reste du troupeau et présentant une démarche marquée par une cadence de pas accélérée.
Les animaux plus gravement touchés peuvent perdre la coordination de leurs mouvements et trébucher, mais généralement il récupèrent et rejoignent le reste du troupeau si on les laisse tranquilles.
Les moutons les plus gravement touchés tombent de façon répétée et peuvent être incapables de se relever. Ces moutons sont susceptibles de mourir, la mort survenant parfois quelques heures après l'apparition des premiers symptômes.

## Prévention
Les applications d'herbicides visant à réduire la population d'ivraie rigide ont permis de réduire le risque d'ARGT, mais ont des effets indésirables tels que la réduction rapide de la productivité des pâturages et l'augmentation des cas de résistance de l'ivraie raide aux herbicides.
Un agent de lutte biologique récemment mis sur le marché, Lidophia graminis (espèce de champignon ascomycète), a montré son efficacité pour réduire le risque d'ARGT sans qu'il soit nécessaire de lutter contre l'ivraie raide. La première utilisation de l'inoculum de Lidophia graminis date de 1997.